# Gorgonia ventalina
Gorgonia ventalina är en korallart som beskrevs av Carl von Linné 1758. Gorgonia ventalina ingår i släktet Gorgonia och familjen Gorgoniidae. Inga underarter finns listade i Catalogue of Life.

## Bildgalleri

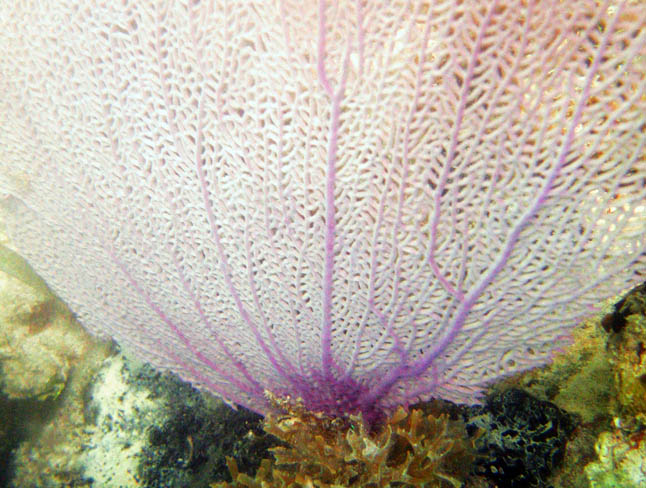